# Daisy Haggard
Celia Daisy Morna Haggard (* 22. März 1978 in London) ist eine britische Schauspielerin, die im deutschsprachigen Raum u. a. durch die Fernsehserie Breeders bekannt wurde, in der sie als Ally neben Martin Freeman spielte.

## Leben und Karriere
Daisy Haggard ist die Tochter des Filmregisseurs Piers Haggard und seiner Frau Anna Sklovsky. Sie wuchs im Süden Londons auf und besuchte dort die James Allens Girls’ School im Stadtteil Dulwich. Haggards Großvater war der Schauspieler Stephen Haggard, ihr Ur-Ur-Großonkel war der Autor H. Rider Haggard.
Haggard gab ihr Schauspieldebüt 1996 in einer Folge des Krimidramas The Ruth Rendell Mysteries, bei der ihr Vater Regie führte. Später absolvierte sie die London Academy of Music and Dramatic Art. Sie trat in der BBC-Sketch-Show Man Stroke Woman und in der Channel-4-Sitcom Green Wing auf.
2008 agierte Haggard als Donna Mitchell in einer Folge des BBC-Krimidramas Ashes to Ashes – Zurück in die 80er. Sie war auch die Stimme des Ministeriumslifts in Harry Potter und der Orden des Phönix und Harry Potter und die Heiligtümer des Todes – Teil 1. Im Juli 2012 mimte sie die Chrissie in der Sky-One-Serie Parents. 2013 spielte sie zusammen mit Rose Byrne in der britischen romantischen Komödie Das hält kein Jahr…! als Helen. Von 2020 bis 2023 spielte sie die Hauptrolle der Ally in der Serie Breeders.
Haggard ist mit dem Musiker Joe Wilson verheiratet.

## Filmografie (Auswahl)
- 1996: Inspektor Wexford ermittelt (The Ruth Rendell Mysteries, Fernsehserie, 2 Folgen)
- 2004: Green Wing (Fernsehserie, 4 Folgen)
- 2007: Harry Potter und der Orden des Phönix (	Harry Potter and the Order of the Phoenix, Stimme)
- 2009: Ashes to Ashes – Zurück in die 80er (Ashes to Ashes, Fernsehserie, eine Folge)
- 2010: Abroad – Liebe in London (Abroad, Fernsehfilm)
- 2010: Harry Potter und die Heiligtümer des Todes – Teil 1 (Harry Potter and the Deathly Hallows – Part 1, Stimme)
- 2010–2011: Doctor Who (Fernsehserie, 2 Folgen)
- 2011: Inspector Barnaby (Midsomer Murders, Fernsehserie, eine Folge)
- 2012–2017: Uncle (Fernsehserie, 20 Folgen)
- 2013: Das hält kein Jahr…! (I Give It a Year)
- 2018: Songbird
- 2018–2023: Hilda (Fernsehserie, 34 Folgen, Stimme)
- 2019–2021: Back to Life (Fernsehserie, 12 Folgen)
- 2020–2023: Breeders (Fernsehserie, 40 Folgen)
- 2023: Boat Story (Miniserie, 6 Folgen)